# Skotniki (gmina Ozorków)
Skotniki – wieś w Polsce, położona w województwie łódzkim, w powiecie zgierskim, w gminie Ozorków.
W latach 1975–1998 miejscowość należała administracyjnie do ówczesnego województwa łódzkiego.

## Zabytki
Według rejestru zabytków Narodowego Instytutu Dziedzictwa na listę zabytków wpisany jest obiekt:
- dwór, 1843, nr rej.: A/529 z 9.08.1967

## Osoby związane ze Skotnikami
- Barbara Brylska – polska aktorka filmowa (urodzona w Skotnikach).